# Carlos Freitas

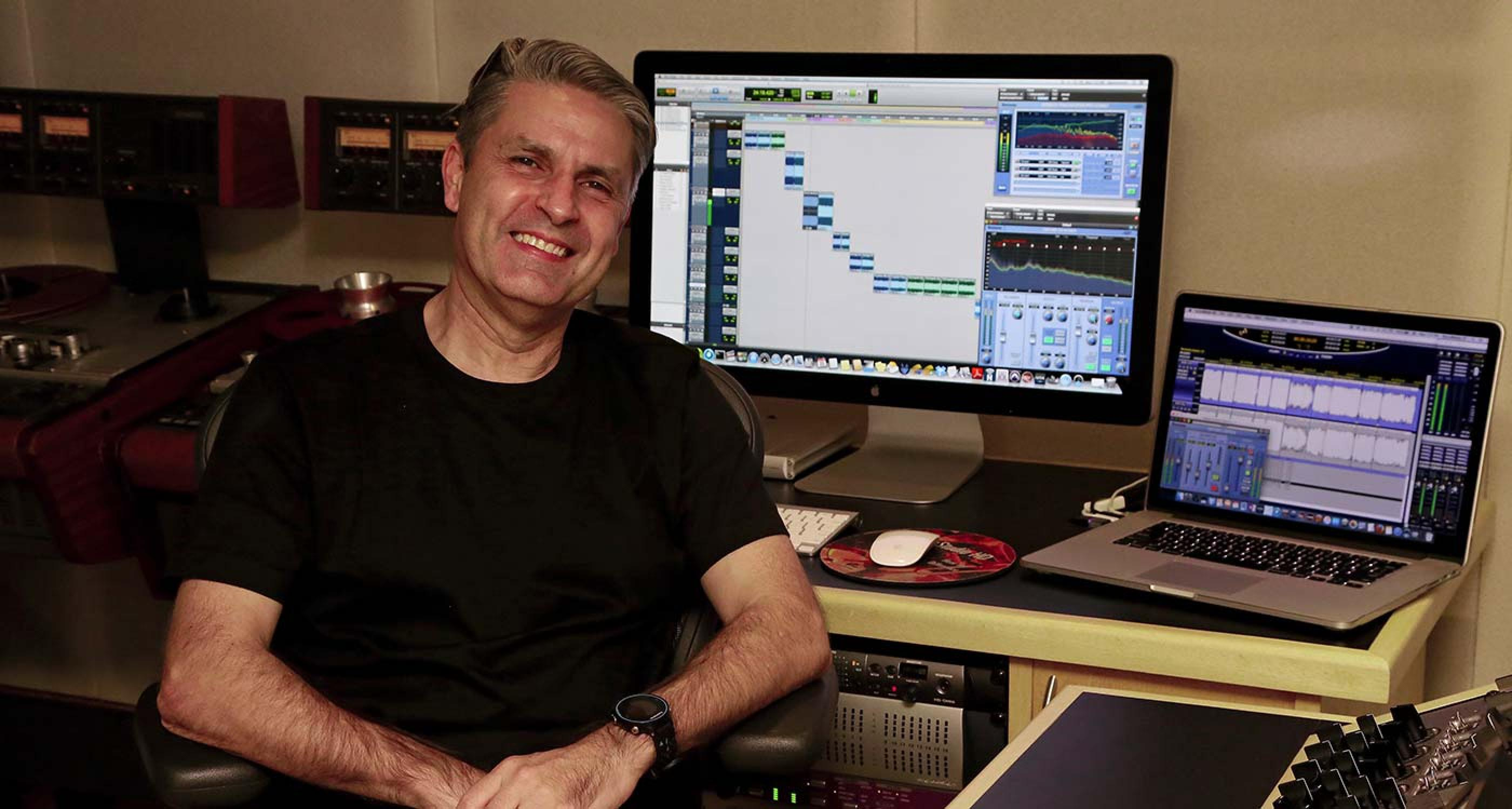
Carlos Freitas - Mastering Engineer

Carlos Freitas is a renowned sound engineer, specializing in audio mastering and the founder of Classic Master USA, located in Weston, Florida, USA. He is also the co-founder of Spatial9.  a technology startup specializing in immersive audio solutions with AI technology.

## Biography
Carlos Freitas began his career in the music industry in 1983, working at Estúdios Transamérica. As a recording assistant and later as a recording and mixing engineer, he had the opportunity to work with renowned artists such as RPM, Roberto Carlos, and Toquinho. In 1988, he was invited to set up a mobile recording unit, ARP Remote Recording Services, where he recorded major national and international music stars, including Tom Jobim, Caetano Veloso, João Gilberto, Bon Jovi, George Michael, Elton John, Nirvana and Guns N' Roses.
Throughout the 1990s, Carlos also worked as a Live Front House  engineer at major international concerts, including those with the New York Philharmonic, Moscow Philharmonic, Israel Philharmonic, Saint Petersburg Philharmonic, and São Paulo Symphony Orchestra. In 1994, he co-founded Companhia de Áudio with Ricardo Carvalheira, where he mastered iconic albums such as "Afrociberdelia" by Chico Science & Nação Zumbi and "MTV Unplugged" by Os Paralamas do Sucesso.
In 2000, Carlos founded Classic Master, which became a renowned mastering studio, receiving numerous awards, including the Audio Professional Award. Starting in 2012, he pioneered by receiving the "Mastered for iTunes" certification from Apple.
Throughout his career, Carlos has worked on mastering albums for prominent artists such as Andrés Cepeda, Omara Portuondo, Roberto Carlos, Jota Quest, Silvestre Dandong, and many others. He was also responsible for mastering the audio used for TV Broadcasting in major events such as the 2007 Pan American Games , the 2014 FIFA World Cup, and the 2016 Olympics Games.
In 2020, Carlos established Classic Master USA, where he focuses on Dolby Atmos mixing and mastering. He was selected to join Dolby's team of mastering engineers for the development of the Dolby Atmos Album Assembler program.
In 2023, alongside Luiz Zanardo and Alan Silva, Carlos co-founded Spatial9, a startup focused on the development of immersive audio solutions using AI technologies. Spatial9 aims to create three-dimensional, realistic auditory experiences for applications in virtual reality (VR), augmented reality (AR), digital games, and other areas of entertainment and communication.

## Contributions and Innovations
Carlos Freitas is widely recognized for his contributions to the music industry and is one of the leading figures responsible for the evolution of mastering techniques. His work includes remastering historic albums and enhancing digital audio, with particular emphasis on his expertise in Dolby Atmos.
He is also at the forefront of exploring innovations in immersive audio, leveraging AI to push the boundaries of immersive sound technology.

## Personal Awards

#### Audio Professional Award
- Received the "Best Mastering Professional" awards in the years 2000,[1] 2002 and 2011[2]”.

#### Music Professional Award[3]
•    Received the "Best Mastering Studio" award in Brazil all between  years 2016, 2017, 2018,  2019,  2021 e 2023

#### Latin Grammy[7]
8 Times Nominated Grammy Latino  "Best Audio Engineering Album".
- 2006 - Jet Samba de Marcos Valle  & De uns Tempos para Cá de Chico Cesar.[9]
- 2009 - Telecoteco de Paula Morelenbaum[10]
- 2011 - Diminuto de Carlinhos Brown [11]
- 2012 - Chão de Lenine e Especial Ivete, Caetano e Gil (Recording Of The Year).[12][13][14]
- 2013 -  Rua dos Amores de Djavan[15]
- 2016 - Delírio de Roberta Sá[16]
- 2021 - Iceberg de Priscila Tossan[17]

#### Nominee and Winner Works of the Grammy, Latin Grammy, and Other Awards
Has four Grammy-nominated works: 2013 (Duos III by Luciana Souza), 2019 (Sorte, Thalma de Freitas feat. John Finbury), 2021 (City of Dreams by Chico Pinheiro), and 2023 (Cometa  by Luciana Souza e Trio Corrente). Additionally, he has worked on 146 projects nominated for the Latin Grammy Awards, with 33 winning projects, as well as several nominations for the Prêmio da Música Brasileira, the Prêmio Multishow, and other awards.

## Classic Master Awards

#### Audio Professional Award
- Received the "Best Mastering Studio" award in Brazil in the years 2002 e 2011[2]”.

#### Music Professional Award[3]
- Received the "Best Mastering Studio" award in Brazil in the years  2016[4], 2017[5], 2018[6],  2019, 2020/21 e 2022/23

## Interwiews
- Masterização do áudio da Cerimonia de Encerramento das Olimpiadas Rio 2016 - Blog Avid
- Mastering for iTunes with Sonnox Pro Codec - Site Sonnox
- Classic Master - Site Revista Música e Tecnologia
- Profissionais do Áudio - Site Música & Mercado

## Artists
- Omara Portuondo (Cuba)
- Andres Cepeda (Colombia)
- Roberto Fonseca (Cuba)
- Carlos Vives (Colômbia)
- Paula Fernandes (Brasil)
- Silvestre Dandong (Colombia)
- Antonio Pinto (Brasil)
- Inês Gaviria (Colombia)
- Antonio Chainho (Portugal)
- Sepultura (Brasil)
- Angela Cervantes (Espanha)
- Lenine (Brasil)
- Camila Vega (Espanha)
- Alicia Villarreal (México)
- Bruno Morais (Brasil)
- Céu (Brasil)
- Zeca Baleiro (Brasil)
- Antonio Chainho (Portugal)
- Celso Fonseca (Brasil)
- Roberto Fonseca (Cuba)
- 5 A Seco (Brasil)
- Lucyana Villar (México)
- Pato Fú (Brasil)
- La Vivi Parra (Equador)
- Moacir Santos (Brasil)
- Tamara (Espanha)
- Luciana Souza (USA)
- Os Paralamas do Sucesso (Brasil)
- Daniela Mercury (Brasil)
- Edu Lobo (Brasil)
- Mayra Andrade (Cabo Verde)
- Alicia Villarreal (México)
- Buendía(Colombia)
- Toquinho (Brasil)
- Congreso (Chile)
- Fernanda Takai (Brasil)
- Tim Maia (Brasil)
- Ivan Lins (Brasil)
- João Bosco (Brasil)
- Santiago Cruz (Colômbia)
- Roberto Carlos (Brasil)
- Surcos (Colômbia)
- Mireia Vilar (Espanha)
- Capital Inicial (Brasil)
- The Voice (Brasil)
- Sagan (Colômbia)
- Victor & Leo (Brasil)
- Rita Lee (Brasil)
- Ivete Sangalo (Brasil)
- Eme Alfonso (Cuba)
- Emerson Nogueira (Brasi)
- Djavan (Brasil)
- Marcos Valle (Brasil)
- Roberto Menescal (Brasil)
- Maria Rita (Brasil)
- Lulu Santos (Brasil)
- Arnaldo Antunes (Brasil)
- Wesley Safadão (Brasil)
- Alexandre Pires (Brasil)
- Padre Marcelo Rossi (Brasil)
- Padre Fabio de Melo (Brasil)
- Corciolli (Brasil)
- Carlinhos Brown (Brasil)
- Tuur Moens (Bélgica)
- Chico Cesar (Brasil)
- Martin Leon (Espanha)
- Ney Matogrosso (Brasil)
- Tim Feder (Afrrica do Sul)
- Jota Quest (Brasil)
- Barão Vermelho (Brasil)
- Caetano Veloso (Brasil)
- Marisa Monte (Brasil)
- João Gilberto (Brasil)
- Tom Jobim (Brasil)
- Lobão (Brasil)
- Marina Lima (Brasil)
- Ed Motta (Brasil)
- Lulu Santos (Brasil)
- Bon Jovi|Bon Jovi (USA)
- Ana Carolina (Brasil)
- Alice in Chains (USA)
- Guns and Roses (USA)
- Brian May (Inglaterra)
- Billy Idol(USA)
- Nirvana(USA)
- Extreme(USA)
- Simply Red (Inglaterra)
- George Michael (Inglaterra)
- Filarmônica de Nova York
- Filarmônica de Saint Petersburg (Russia)
- Filarmônica de Moscou (Russia)
- Filarmônica de Israel, OSESP (Brasil)
- A Banda Mais Bonita da Cidade (Brasil)
- Mutantes (Brasil)
- Alexis Play (Colombia)
- Vanessa da Mata (Brasil)
- Francisco Alves (Brasil)
- Luiz Gonzaga (Brasil)

## External Links
- «Classic Master USA»
- Spatial9
- Soundbetter
- Muso.AI